# Charlie George
Charles Frederick George (Londres, Reino Unido, 10 de octubre de 1950), más conocido como Charlie George, es un exfutbolista inglés que jugaba como delantero.
Inició su carrera profesional en el Arsenal Football Club y permaneció allí desde 1968 hasta 1974. A lo largo de seis temporadas el jugador ganó una Copa de Ferias 1969-70  y el doblete de Liga y FA Cup en 1971, además de convertirse en un ídolo para la afición de Highbury por su carácter inconformista. Posteriormente jugaría para el Derby County y el Southampton, con una breve irrupción en el Nottingham Forest que venció la Supercopa de Europa 1979. Terminaría colgando las botas en 1983 y desde entonces ha trabajado como embajador del Arsenal en distintos actos.
A pesar de ser uno de los futbolistas británicos más conocidos en la década de 1970, Charlie George solo disputó un partido internacional con la selección de fútbol de Inglaterra.

## Trayectoria
Charlie George nació en Islington, municipio perteneciente a Londres. Su carrera como futbolista comenzó en equipos escolares.
A los 16 años fue contratado por las categorías inferiores del Arsenal Football Club, del cual era seguidor desde niño, y el 9 de agosto de 1969 debutó con el primer equipo frente al Everton. A pesar de su juventud y de ser apartado temporalmente por indisciplina, se hizo con la titularidad a tiempo para ganar la Copa de Ferias 1969-70. En el siguiente año sus apariciones se redujeron por una lesión, pero tras recuperarse tuvo una actuación destacada tanto en Liga como en la FA Cup: en la final frente al Liverpool en Wembley, marcaría el gol decisivo que daba a los suyos el doblete.
La carrera de George estuvo marcada por un comportamiento díscolo que le causó numerosos problemas. En 1971-72 el Arsenal le sancionó dos veces: en primer lugar por propinar un cabezazo a Kevin Keegan, y después por insultar a los aficionados del Derby County luego de marcar un gol. No obstante, también era uno de los jugadores más queridos en Highbury debido a su carácter extrovertido, así como uno de los más recordados por su corte de pelo largo. En el momento en que su rendimiento deportivo decayó, el Arsenal decidió traspasarlo al Derby County por 100 000 libras en 1974. Su saldo total con la casaca rojiblanca fue de 49 goles en 179 partidos oficiales.
En los tres años y medio que permanecería en Derby, ganó la Charity Shield de 1975 y fue titular indiscutible tanto en Liga como en competiciones europeas. En 1976 llegó a ser elegido «jugador del año en Derby» por la afición local. Le siguieron breves experiencias en el St George de Australia (1977) y el Minnesota Kicks de Estados Unidos (1978), hasta que en diciembre del mismo año regresó a Inglaterra para firmar por el Southampton. Inmediatamente fue cedido al Nottingham Forest de Brian Clough, pero allí solo jugó cuatro encuentros, entre ellos la Supercopa de Europa 1979 con victoria sobre el Fútbol Club Barcelona. Al no poder ampliar su cesión, regresó a Southampton y se mantuvo allí hasta 1981.
En el final de su carrera George encadenaría una nueva experiencia en la liga de Hong Kong con contratos breves en Bournemouth, Derby County, Dundee United y Coventry City, pasando sin pena ni gloria por todos ellos. Finalmente en 1983 formalizó su retirada profesional.

### Selección nacional
Charlie George fue internacional por la selección de fútbol de Inglaterra en un solo partido: el 8 de septiembre de 1976 jugó 60 minutos contra la República de Irlanda, y además fue alineado como extremo. Al dejar el campo insultó al seleccionador Don Revie y nunca más le volvieron a llamar. Anteriormente, el delantero había tenido cinco presencias con la selección inglesa sub-23.

## Vida posterior
Una vez retirado del deporte, el exjugador se trasladó a New Milton (Hampshire) para regentar un pub. Más tarde mantuvo un negocio de aparcamientos. Desde los años 1990 sigue vinculado al Arsenal como anfitrión de las visitas turísticas que el club organiza en el Emirates Stadium.
Está casado desde los 19 años con Susan Farge y ha tenido una hija. En 1980, ya en sus últimos años como jugador, le tuvieron que amputar un dedo de la mano derecha por un accidente con el cortacésped.
En 2008 los aficionados del Arsenal votaron a Charlie George como el noveno mejor jugador en la historia de la entidad.

## Clubes
| Club               | País           | Año           |
| ------------------ | -------------- | ------------- |
| Arsenal FC         | Inglaterra     | 1969 - 1975   |
| Derby County       | Inglaterra     | 1975 - 1978   |
| St George Budapest | Australia      | 1977 (cesión) |
| Minnesota Kicks    | Estados Unidos | 1978          |
| Southampton FC     | Inglaterra     | 1978 - 1981   |
| Nottingham Forest  | Inglaterra     | 1979 (cesión) |
| Bulova SA          | Hong Kong      | 1981          |
| AFC Bournemouth    | Inglaterra     | 1982          |
| Derby County       | Inglaterra     | 1982          |
| Bulova SA          | Hong Kong      | 1982          |
| Dundee United      | Escocia        | 1982          |
| Coventry City      | Inglaterra     | 1983          |

## Palmarés

### Campeonatos nacionales
| Título           | Club         | País       | Año     |
| ---------------- | ------------ | ---------- | ------- |
| Primera División | Arsenal FC   | Inglaterra | 1970-71 |
| FA Cup           | Arsenal FC   | Inglaterra | 1970-71 |
| Charity Shield   | Derby County | Inglaterra | 1975    |

### Copas internacionales
| Título              | Club              | País       | Año       |
| ------------------- | ----------------- | ---------- | --------- |
| Copa de Ferias      | Arsenal FC        | Inglaterra | 1969-1970 |
| Supercopa de Europa | Nottingham Forest | Inglaterra | 1979      |

### Distinciones individuales
| Distinción                     | Año  |
| ------------------------------ | ---- |
| Mejor Jugador del Derby County | 1976 |